# Улица Городской Вал (Минск)
Улица Городской Вал (бел. вуліца Гарадскі Вал) — улица в историческом центре Минска. Проходит от проспекта Независимости до улицы Немига.

## История
Улица образована в 1993 году после соединения участка Республиканской улицы между Интернациональной улицей и Немигой (другая её часть стала улицей Романовская Слобода) с улицей Урицкого (проходила от проспекта Ленина, ныне проспект Независимости, до Интернациональной улицы). Республиканская улица до Октябрьской революции называлась Романовским переулком, Старороромановской, Новоромановской. Улица Урицкого была Захарьевским переулком. Улица возникла в начале XIX века на месте городского земляного вала.

#### Прежние названия
Без названия (1802, 1817, 1831)
Романовский переулок от Сборовой -- Тюремной -- Преображенской (ныне Интернациональная) до Немигской (1835, 1858, 1885)
Романовская (1853, 1880, 1882--1902)
Старо-Романовская (1880, 1902)
Ново-Романовская (1886, 1893, 1898--1919) + Захарьевский переулок от Захарьевской до Преображенской (1913--1919)
Республиканская (1922--1941, 1944--1993) + Урицкого (1922--1941, 1944--1993)
Средняя (Mittelstraße 1941--1944) + Тюремная (Gefängnisstraße 1941--1944)
Городской Вал (с 1993 по наст. время)

## Описание
Улица Городской Вал ответвляется на северо-запад от проспекта Независимости, к ней примыкают слева ул. Володарского, справа —  ул. Интернациональная и ул. Революционная, заканчивается перекрёстком с ул. Немига, далее продолжается как ул. Романовская Слобода. На левой стороне улицы расположен сквер Адама Мицкевича. Нумерация домов — от проспекта Независимости.

## Примечательные здания и сооружения
Улица частично сохранила застройку второй половины XIX — начала XX века. Она ограничивает исторический Верхний город с запада.
По нечётной стороне
По чётной стороне
- № 2 — Министерство внутренних дел Республики Беларусь.
- № 12 — здание пожарного товарищества. Построено в 1885 году[1]. Историко-культурная ценность.

## Транспорт
По улице проходят автобусные маршруты 23, 40, 50с, 65. У сквера Мицкевича на ней имеется троллейбусная конечная станция, используемая маршрутами 9, 13, 14, 57.